# La mia ultima storia
La mia ultima storia è un singolo del cantante italiano Aiello, pubblicato il 6 settembre 2019 e secondo estratto dal primo album in studio Ex voto. In seguito è stato certificato disco d'oro.

## Video musicale
Il videoclip, diretto da Attilio Cusani, è stato pubblicato il 10 settembre 2019 sul canale YouTube del cantante.
Il video è girato a Corviale e Ostia, dalle parti della periferia romana e vede la partecipazione di Marco Aiello e Irene Lenzi.

## Classifiche
| Classifica (2019) | Posizione massima |
| ----------------- | ----------------- |
| Italia            | 56                |